# Eulace Peacock
Eulace Peacock (né le 27 août 1914 à Dothan — mort le 13 décembre 1996) est un athlète américain, spécialiste du sprint.

## Biographie
Le 6 août 1934, lors des Bislett Games d'Oslo, Eulace Peacock établit le temps de 10 s 3 sur 100 mètres, égalant à cette occasion le record du monde de la discipline codétenu par ses compatriotes Eddie Tolan et Ralph Metcalfe, et par le Canadien Percy Williams.
Rival direct de Jesse Owens, il remporte cinq titres de champion des États-Unis de 1935 à 1937, un sur 100 m, un au saut en longueur et trois au pentathlon. Blessé lors de la saison 1936, il ne participe pas aux Jeux olympiques de Berlin.
Il est élu au Temple de la renommée de l'athlétisme des États-Unis en 1987.

### Palmarès
- Championnats des États-Unis d'athlétisme :
  - 100 m : vainqueur en 1935
  - Saut en longueur : vainqueur en 1935
  - Pentathlon : vainqueur en 1933, 1934 et 1937

### Records
| Épreuve          | Performance | Lieu    | Date           |
| ---------------- | ----------- | ------- | -------------- |
| 100 m            | 10 s 3 (RM) | Oslo    | 6 août 1934    |
| Saut en longueur | 8,00 m      | Lincoln | 4 juillet 1935 |